# 廉惠山海牙
廉惠山海牙（?—?），字公亮，畏兀儿人，元朝政治人物。布鲁海牙孙，广德路达鲁花赤阿鲁浑海牙的儿子，平章政事廉希宪的侄子。
廉惠山海牙幼孤，不愿入宿卫，入国学读书。元英宗至治元年（1321年）进士，授承事郎、同知顺州事。在任一年，泰定元年（1324年），入史馆，编纂“英宗、显宗实录”。拜监察御史。时中书省有大臣贪猥狼籍，就上奏章弹劾。任都水监时，疏通会通河，修筑滦水、漆水河堤，建京东闸。历任秘书丞、会福总管府治中、佥淮东廉访司事、江浙行省左右司员外郎、佥河东、河南、江西廉访司事、江南行御史台经历。再任都转运使，整顿山东盐法，用课好转，受赏。至正三年（1343年）为侍仪使，掌管郊礼。至正四年（1344年），参与编纂辽、金、宋三史。后为河南行省、湖广行省、江西行省、福建行省右丞。红巾军起义爆发后，与司徒道童用招降与镇压两手对付起义军，任佥江浙行枢密院事。为福建行省右丞时，领兵镇守延平（今福建南平）、邵武（今福建邵武），并督赋税由海道供应京师。转任宣政院使，拜翰林学士承旨、知制诰兼修国史。七十一岁去世。

## 延伸阅读
[在维基数据编辑]
 《元史/卷145》，出自宋濂《元史》
 《新元史/卷155》，出自柯劭忞《新元史》